# Uzungöl, Çaykara
Uzungöl là một thị trấn thuộc huyện Çaykara, tỉnh Trabzon, Thổ Nhĩ Kỳ. Dân số thời điểm năm 2011 là 1.69 người.